# Bryant (Arkansas)
Bryant é uma cidade localizada no estado americano de Arkansas, no Condado de Saline.

## Demografia
Segundo o censo americano de 2000, a sua população era de 9764 habitantes. 
Em 2006, foi estimada uma população de 13.613, um aumento de 3849 (39.4%).

## Geografia
De acordo com o United States Census Bureau, a localidade tem uma área de 23,6 km², dos quais 23,5 km² cobertos por terra e 0,1 km² cobertos por água. Bryant localiza-se a aproximadamente 122 m acima do nível do mar.

## Localidades na vizinhança
O diagrama seguinte representa as localidades num raio de 16 km ao redor de Bryant. 